# Jan Hertl
Jan Hertl (1929. január 23. – 1996. május 14.) cseh labdarúgó-középpályás.
A csehszlovák válogatott tagjaként részt vett az 1954-es és 1958-as labdarúgó-világbajnokságon.